# 11780 Thunder Bay
11780 Thunder Bay è un asteroide della fascia principale. Scoperto nel 1942, presenta un'orbita caratterizzata da un semiasse maggiore pari a 2,5457321 UA e da un'eccentricità di 0,2739784, inclinata di 9,36731° rispetto all'eclittica.